# ジョルジョ・ディ・チェンタ
ジョルジョ・ディ・チェンタ（Giorgio Di Centa、1972年10月7日 - ）は、イタリア共和国フリウリ＝ヴェネツィア・ジュリア州ウーディネ県トルメッツォ出身のクロスカントリースキー選手。姉のマヌエラ・ディ・チェンタもクロスカントリースキー選手でオリンピック金メダリスト、また、陸上競技で1976年モントリオールオリンピックに出場したVenanzio Ortisは従兄である。

## プロフィール
ジョルジョは兄や姉の影響で幼いころからスキーを始め、16歳でイタリアジュニアチームおよびカラビニエリのスポーツチームに加わった。1995年にはナショナルチーム入りし、本格的にクロスカントリースキー・ワールドカップを転戦、
1997年1月12日に白馬で行われたプレ五輪15kmでワールドカップ初の表彰台となる2位、1997年ノルディックスキー世界選手権のリレーでは銅メダルを獲得し、このシーズンのワールドカップ総合16位となった。
1998年の長野オリンピックに初めて出場し30kmで8位となった。
2002年ソルトレイクシティオリンピックでは15km35位、50km11位、パシュートでは4位、リレーで銀メダルとなった。
2006年、自国イタリアで50年ぶりの冬季オリンピックとなったトリノオリンピックではパシュートで4位、スプリントで9位、リレーではフルビオ・バルブーザ、ピエトロ＝ピレル・コットレル、クリスチャン・ゾルジとともに金メダルを獲得、更に50kmで優勝し、この種目初めてイタリアに金メダルをもたらした。50kmのメダルは表彰式でイタリアオリンピック委員会副会長の実姉マヌエラから授与された。
2010年バンクーバーオリンピックで使用されるクロスカントリースキーのピクトグラムにトリノオリンピック50kmで優勝したディ・チェンタの写真が使用された。また同大会の開会式で五輪旗を持つ旗手の一人に選ばれた。
2010年2月5日に15kmでワールドカップ初勝利、4度目のオリンピックとなるバンクーバーオリンピックでは15km10位、パシュート12位、リレー9位、50km11位だった。